# Názor
Názor vyjadřuje specifické osobní hledisko jednotlivce, individuální stanovisko každého člověka, jedinečný postoj nějaké konkrétní osoby (formalizovaně pak i nějak organizované skupiny lidí) k určité skutečnosti. Vzhledem k tomu, že každý člověk, každý jednotlivec je unikátní individualitou, existuje faktická přirozená různost a různorodost rozličných názorů, jež je jen odrazem faktické různorodosti a pestrosti okolního světa jako takového. Názor tedy může být čistě individuální věc, může se ale jednat i o kolektivně sdílenou entitu, záleží vždy na konkrétní situaci a okolnostech.
Jedná se fakticky o myšlenkový útvar různého obsahu: náhled, pohled, mínění, přesvědčení, bezprostřední poznání, osobní zkušenost. Názory se mohou týkat entit, konkrétních i abstraktních, mohou se týkat i jiných názorů.
Podle Protagora názor vyplývající z jednotlivého pozorování fakticky nijak nezaručuje výlučnou platnost nějakého názoru, natož pak platnost trvalou, protože i kdyby byl názor pravdivý, nic nevylučuje platnost, oprávněnost, pravdivost i jiných názorů.
Vyjadřuje hlavně vaši osobnost.

## Individuální názor

### Respektování názoru
Respektování názoru jiného člověka je bezesporu základem demokratického dialogu ve společnosti, bez něhož žádná lidská komunita nemůže v praxi rozumně existovat. Nicméně individuální názor jednotlivce jako takový většinou bývá vyjadřován a formálně prosazován do praxe právě pomocí různých kolektivních entit jako jsou různé spolky, korporace, politické strany apod.

### Zjišťování názoru
Zjišťování názoru je velmi odborná záležitost, neboť skutečný názor každého jednotlivce nemusí být vždy veřejně projevován a může být skryt hluboko v mysli každého člověka. Zjistit skutečný názor na nějakou skutečnost může být úkol pro zkušeného psychologa. Konkrétní osoby pak mohou z určitých čistě utilitárních společenských příčin prosazovat i jiné názory než ony samy skutečně sdílí.

## Objektivní názor
Pojem názor (něm. Meinung) je většinou považován za synonymum subjektivního mínění. Ovšem názor (něm. Anschauung) může být použit také ve smyslu matematického či geometrického jsoucna, věci čistého rozumu nezávislé na smyslovosti (např. „názor kružnice“). Takto pojatý názor je nutně všem stejný. Ostatně nahlédnutí, nazření, se vždy nějak vztahuje k danosti.